# Vjatšeslav Zahovaiko
Vjatšeslav Zahovaiko (Lelle, 29 december 1981) is een Estisch voetballer, die speelt als aanvaller. Hij staat sinds 2012 onder contract bij de Estische club JK Sillamäe Kalev na eerder onder meer in Portugal en Hongarije te hebben gespeeld.

## Interlandcarrière
Onder leiding van de Nederlandse bondscoach Arno Pijpers maakte Zahovaiko zijn debuut voor het Estisch voetbalelftal op 9 februari 2003 in de vriendschappelijke wedstrijd tegen Ecuador (1-0), net als Ott Reinumäe van Flora Tallinn. Zahovaiko werd in die wedstrijd na 90 minuten gewisseld voor Dmitri Ustritski.

## Erelijst
FC Flora Tallinn
- Landskampioen

2003
- Beker van Estland

2008
 Estland
- Zilveren Bal ("Hõbepall")

2008